# Heiligen-Geist-Kirche (Barmstedt)

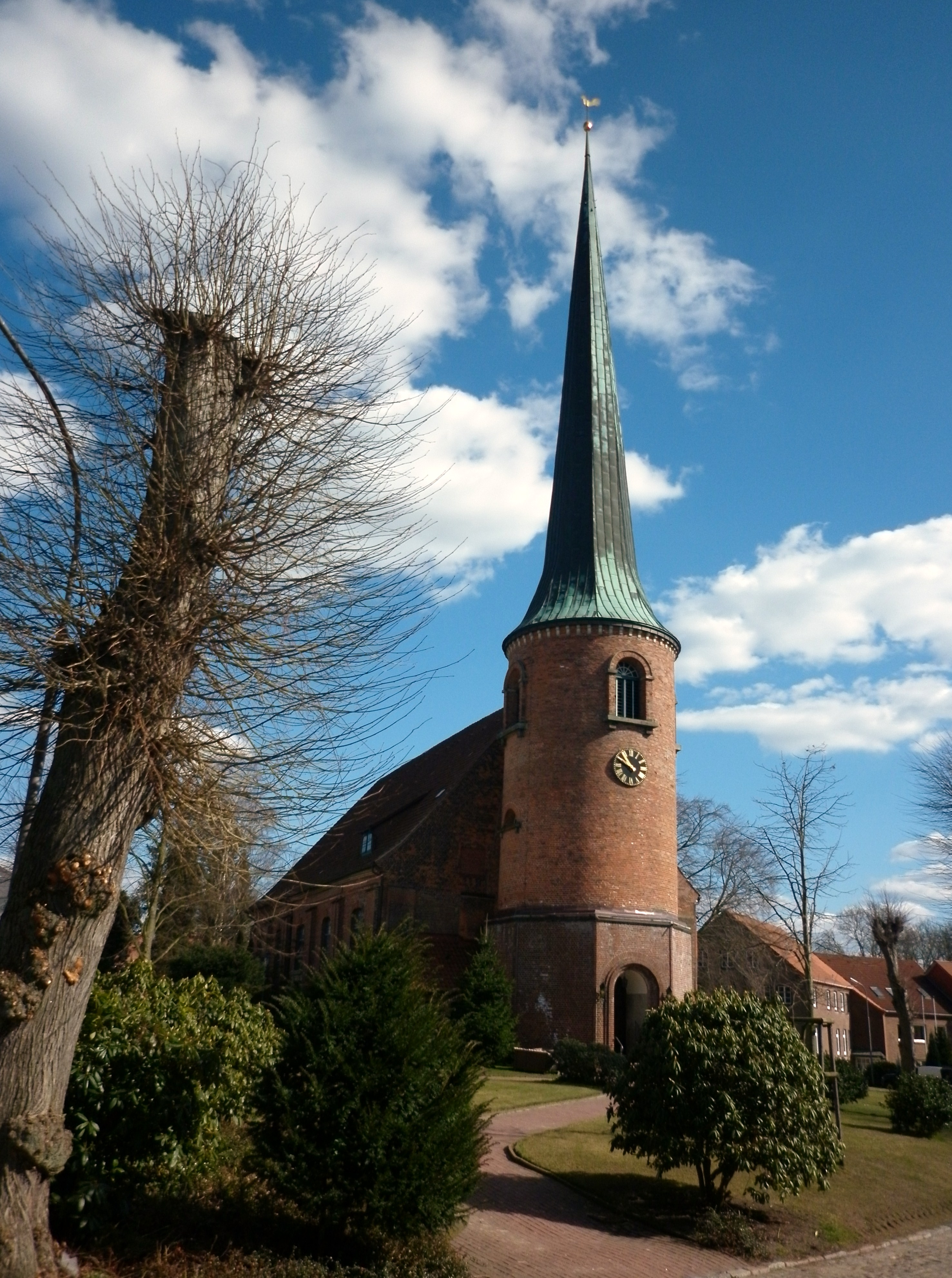
Die Heiligen-Geist-Kirche in Barmstedt

Die Heiligen-Geist-Kirche in Barmstedt im südlichen Schleswig-Holstein ist das bedeutendste Bauwerk der Stadt und gehört neben der Rellinger Kirche, der Pinneberger Drostei und der Uetersener Klosterkirche zu den wenigen Bauten des Barock im Kreis Pinneberg.

## Die Barmstedter Kirche
Die heutige Kirche ist der zweite, eventuell auch dritte Bau an dieser Stelle.

### Vorgeschichte
Eine Kirche in Barmstedt wird erstmals um 1140 urkundlich erwähnt, als Erzbischof Adalbero den Zehnt aus dem Kirchspiel dem Hamburger Domkapitel überschrieb. Ob es bereits im 10. Jahrhundert eine Kirche gab, wie Johann Adrian Bolten vermutete, lässt sich nicht nachweisen. Bei der Kirchenrenovierung 1968 wurde die Grundmauern einer romanischen Kirche unterhalb des jetzigen Gebäudes freigelegt, die mit 130 m² nur etwa ein Drittel der Fläche der barocken Kirche einnahm. In ihrer Bauform ähnelte sie der – allerdings deutlich größeren – Petrikirche zu Bosau aus der Mitte des 12. Jahrhunderts. Eine ursprüngliche Apsis wurde später durch eine Verlängerung des Chores ersetzt. Diese „St.-Margarethen-Kirche“ in der kleinen Siedlung Barmstedt bildete im Mittelalter den Mittelpunkt eines großflächigen Kirchspiels, das bis ins 14. Jahrhundert hinein auch Elmshorn umfasste, und unterstand dem seit 1149 nachgewiesenen Adelsgeschlecht der Ritter von Barmstede. Im Dreißigjährigen Krieg wurde sie 1627 schwer beschädigt und konnte nur notdürftig wieder hergestellt werden.
Die aus Feldstein errichtete Margarethenkirche wurde im Laufe der Jahrhunderte für die wachsende Gemeinde zu klein und genügte auch den repräsentativen Ansprüchen der hier herrschenden Rantzauer nicht mehr, so dass bereits Detlev zu Rantzau († 1697), der zweite Reichsgraf, einen Neubau plante. Diesen setzte jedoch erst sein jüngerer Sohn Wilhelm Adolf zu Rantzau um, der zu dieser Zeit für seinen in Spandau inhaftierten Bruder Christian Detlev zu Rantzau regierte. Für das neue Gotteshaus wurde die alte Kirche 1717 fast vollständig abgebrochen, lediglich der Turm und Teile der Westmauer blieben bestehen und in den Neubau integriert. Die Kirche wurde durch Johann Lorentz Nerger zügig errichtet und bereits zu Pfingsten 1718 eingeweiht, weswegen sie fortan die Bezeichnung Heiligen-Geist-Kirche trug.

### Das Bauwerk

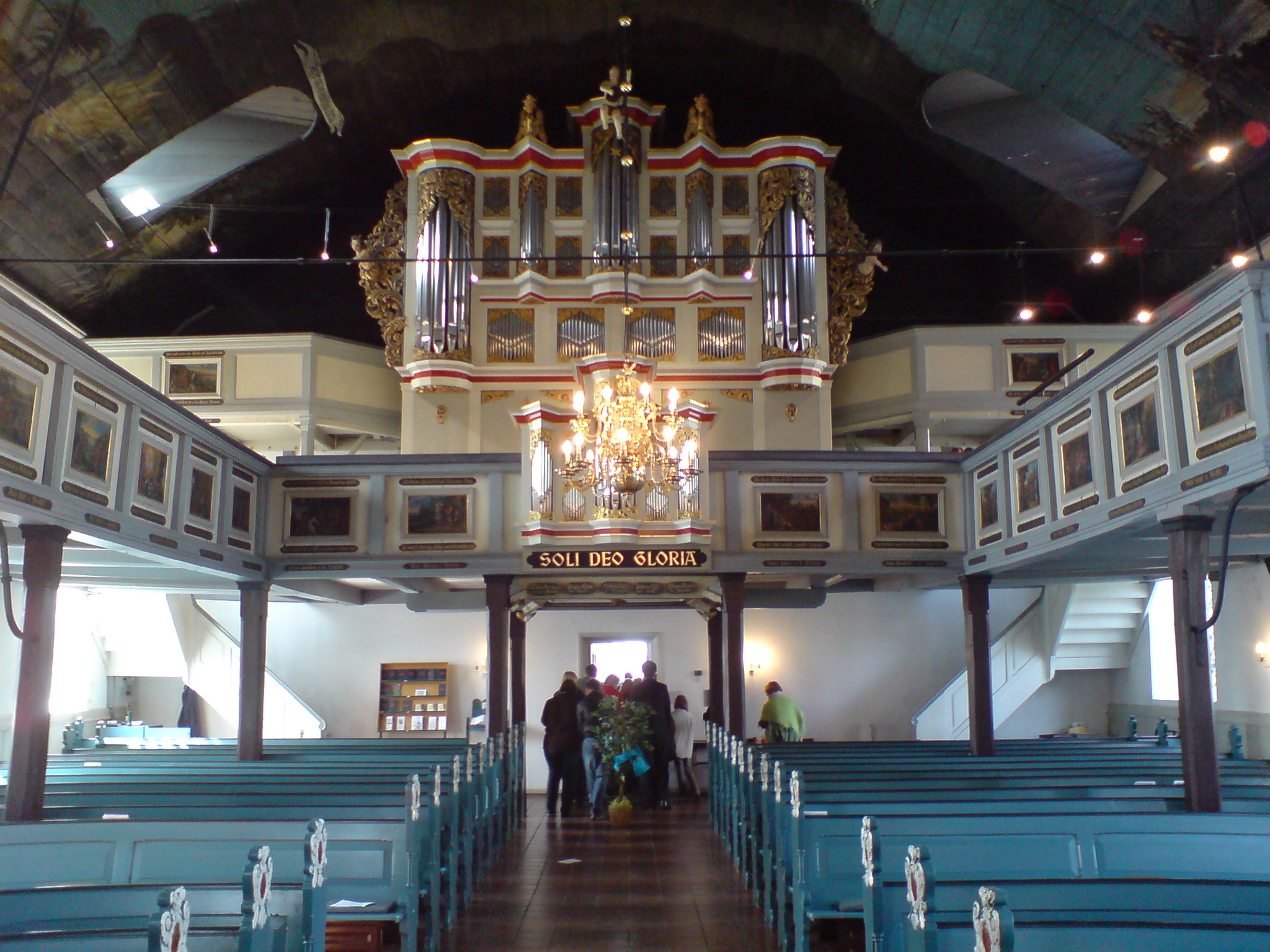
Blick nach Westen auf den Orgelprospekt und die Empore

Die Barmstedter Kirche ist ein rechteckiger, barocker Saalbau aus Backstein von 34 Metern Länge mit einem polygonalen Abschluss. Das Kirchenschiff wird von Korbbogenfenstern erhellt und der Innenraum ist mit einem hölzernen Tonnengewölbe überspannt. Der Zugang zum Schiff erfolgt über das Hauptportal im Turm und je ein weiteres Portal an der Nord- und Südwand.
Die  Ausstattung aus der Erbauungszeit ist nahezu unverändert erhalten. Die Decke ist mit einem Himmelszelt und Szenen aus dem Alten Testament bemalt, die allerdings schon 1754 erneuert werden mussten. Später wurde das Deckengemälde übertüncht und erst in den 1980er Jahren wieder freigelegt und restauriert. 
Der östliche Bereich des Kirchenschiffs ist mit einer hölzernen Empore gerahmt, deren Pfeiler den Grundriss des Vorgängerbaus markieren. Die Empore ist mit 32 Gemälden dekoriert, die Ereignisse aus der Bibel darstellen. Unter den goldgefassten Rahmen sind die Namen der Stifter angebracht. Eine weitere Empore befindet sich im nördlichen Bereich des Saals.

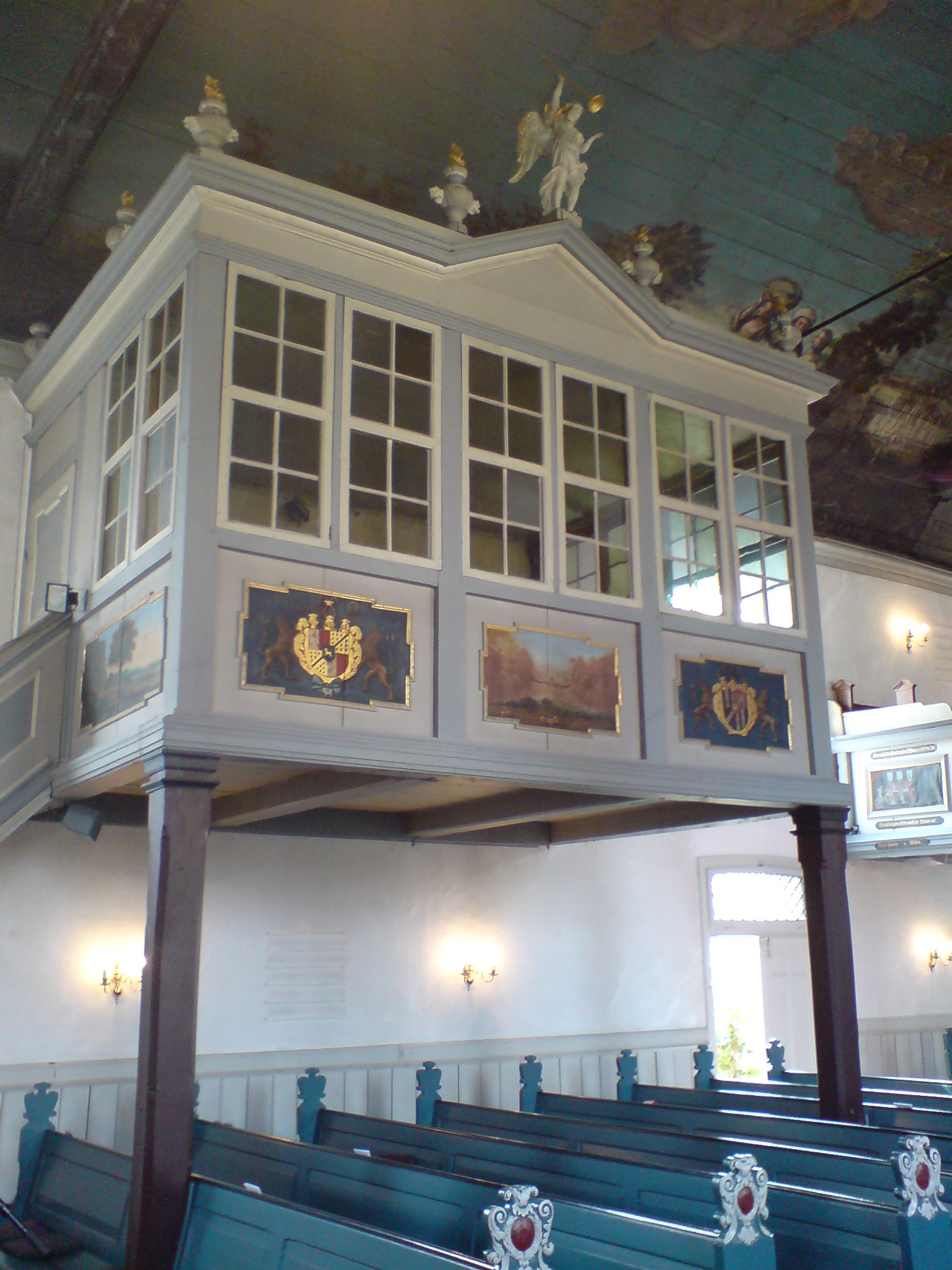
Der Grafenstuhl der Familie Rantzau

Den Mittelpunkt des Kirchensaals bildet ein puttengeschmückter Hochaltar mit einer Kreuzigungsgruppe im Zentrum, die von den Aposteln Petrus und Paulus gerahmt wird. Dieses Retabel wurde vermutlich dem von Thomas Quellinus für die Lübecker Marienkirche geschaffenen sogenannten Fredenhagen-Altar nachempfunden. Wie dieser ist das Retabel von dem auferstandenen Christus gekrönt. Das Relief über der Kreuzigung zeigt die Grablegung Christi.
Der Kanzelkorb wird von Mose getragen und zeigt an den fünf Brüstungsfeldern Christus und die vier Evangelisten. Der Schalldeckel trägt Putten mit Marterwerkzeugen. Das Lutherbild am Kanzelaufgang erinnert an das im Baujahr begangene Reformationsjubiläum.
Bemerkenswert ist die hochgelegene Patronatsloge an der südlichen Wand der Kirche. Dieser Grafenstuhl oder manchmal auch Fürstenstuhl genannte Raum war die persönliche, heizbare Kammer der Rantzauer Grafen, die ihre Residenz auf der nahen Barmstedter Schlossinsel hatten. Die gräfliche Familie konnte von hier dem Gottesdienst beiwohnen, ohne mit dem bäuerlichen Volk in Berührung kommen zu müssen. Der Grafenstuhl verfügt deswegen über einen eigenen Zugang an der südlichen Außenwand. Er trägt das Wappen von Wilhelm Adolf zu Rantzau und dessen Gemahlin Charlotta Louisa von Sayn-Wittgenstein.
Das bedeutendste Ausstattungsstück der Kirche ist die große Orgel mit einem barocken, in Rot und Weiß gefassten Prospekt. Sie wurde von dem Arp-Schnitger-Schüler Johann Hinrich Klapmeyer von 1719 bis 1720 angefertigt. Die Orgel verfügt über 2196 Pfeifen in 31 Registern auf drei Manualen und Pedal. Sie wurde mehrmals restauriert, zuletzt 1990 von der Orgelwerkstatt Alfred Führer, die den Originalzustand der Bauzeit weitgehend wieder herstellen sollte.

### Der Turm
Der 53 Meter hohe Rundturm stammt in seinem Inneren zum Teil noch aus der Romanik und sollte wohl einst auch als Wehrturm dienen. Ob er diese Funktion jemals ausüben musste, ist allerdings unklar. Seine heute sichtbare Verkleidung erhielt er erst um 1842. Der schlanke, gotisch geprägte Helm wurde im Volksmund auch als Schusterahle bezeichnet, was auf die alte Funktion Barmstedts als Schusterstadt verweist. Diese Bezeichnung wird heute allerdings kaum noch verwendet. 
Das Glockengeläut besteht aus zwei Glocken: die kleine wurde im Jahre 1741 von J. A. Bieber, Hamburg, gegossen. Sie besteht aus Bronze, hat einen Durchmesser von 105 cm und klingt mit dem Schlagton g′. Die große Glocke aus Stahl wurde 1953 vom Bochumer Verein gegossen und hat den Schlagton e′. Deren Vorgängerinnen aus Bronze mussten in den beiden Weltkriegen jeweils zur Rüstungsproduktion abgeliefert werden.

## Offene Kirche
Außerhalb der Gottesdienste ist die Kirche an jedem 1. und 3. Sonntag des Monats nachmittags für Besucher geöffnet. Zudem ist sie regelmäßiger Veranstaltungsort für verschiedene musikalische Aufführungen.

## Wissenswertes
Der Vater des Dichters des Schleswig-Holstein-Liedes, Matthäus Friedrich Chemnitz, diente in der Heiligen-Geist-Kirche als Pastor eines der beiden Pfarrbezirke. Sein Grab befindet sich an der äußeren Nordwand des Kirchenbaus.